# Wilhelm z Vercelli
Wilhelm z Vercelli (ur. ok. 1085, zm. 24 czerwca 1142) – włoski pustelnik na Monte Virgiliano (dzis. Montevergine), założyciel zakonu według własnej reguły (wilhelmianie), który z czasem dołączył do rodziny benedyktyńskiej (OSB), opat, założyciel klasztoru żeńskiego u stóp góry w Goleto, święty katolicki.
Jego wspomnienie liturgiczne obchodzone jest za Martyrologium Rzymskim 25 czerwca.